# Tenggulun (Tenggulun)
Tenggulun is een bestuurslaag in het regentschap Aceh Tamiang van de provincie Atjeh, Indonesië. Tenggulun telt 7307 inwoners (volkstelling 2010).